# ティンカラ・コヴァチュ
ティンカラ・コヴァチュ（スロベニア語: Tinkara Kovač、1978年9月3日 - ）は、スロベニアの歌手、ミュージシャンである。2014年5月にデンマークのコペンハーゲンで開催されるユーロビジョン・ソング・コンテスト2014にスロベニア代表として参加し、「Round and Round」を歌う。

## 来歴
1997年にポルトロシュ音楽祭（Portorož festival）で「最も有望な歌手」に選出されたことが、プロのミュージシャンとしての経歴の始まりであった。この音楽祭での受賞作品の製作陣、作曲家のダニロ・コツャンチッチ（Danilo Kocjančič）と、ソングライターのドラゴ・ミスレイ・“メフ”（Drago Mislej - Mef）、マリノ・レゴヴィッチ（Marino Legovič）は、その後デビュー・アルバム全体の製作に関わることとなった。
2004年、リュブリャナのツァンカル・ホールでの4回目のコンサートにジェスロ・タルのヴォーカリスト・イアン・アンダーソンを招き、これがきっかけとなってフルートの演奏もするようになった。その後アンダーソンは、ジェスロ・タルのクロアチア、イタリア、オーストリア、ドイツでのツアー・コンサートにティンカラをゲスト歌手として招待した。

### ユーロビジョン・ソング・コンテスト
過去にいくどにもわたってユーロビジョン・ソング・コンテストのスロベニア代表選考に挑んできた。最初の挑戦は1997年大会のときであり、この時は10位に終った。1999年大会の国内選考では視聴者票で首位となったが審査員票で敗れ、最終的には2位に終っている。次に挑戦した2001年大会の国内選考では4位に終った。
- 1997年: Veter z juga （10位）
- 1999年: Zakaj （2位）
- 2001年: Sonce v očeh （4位）
- 2014年: Spet / Round and round （1位）

2014年3月8日、2014年大会の国内選考「EMA 2014」で「Spet / Round and Round」を歌って優勝を果たし、同大会のスロベニア代表となることが決まった。代表曲の製作を手がけたのはコヴァチュ自身と、ラーイ（Raay）、ティナ・ピシュ（Tina Piš）、そして前年大会でスロベニア代表を務めたハンナ・マンチーニである。

## アルバム
- Ne odhaja poletje （1997年）
- Košček neba （1999年）
- Na robu kroga （2001年）
- O-range （2003年）
- Enigma （2004年）
- aQa （2007年）
- The Best Of Tinkara （2009年）
- Rastemo （2012年）
- Zazibanke （2013年）

## 私生活
トリエステのジュセッペ・タルティーニ音楽学校で音楽教育を受けてフルートの学位を取得した。クラス地方にて夫と2人の娘とともに暮らす。